# 빅텍
빅텍(Victek Co., Ltd.)는 대한민국의 기업이다. 본사는 인천광역시 연수구 연구단지로55번길 25 -에 위치해 있으며 대표이사는 임만규이다. 빅텍이 누적 매출 1조 원을 달성하며 주목받고 있으며, 최근 폴란드로의 수출 확대에도 성공하였다.

## 같이 보기
- 휴니드
- 퍼스텍
- 쏠리드

## 참고문헌
1. ↑  한반도 긴장 고조에 빅텍, 7%대 강세, 조선비즈, 2024.06.10
2. ↑  10거래일만에 3배 뛴 빅텍, 방위산업 테마의 진실은, 한국경제, 2020.06.21
3. ↑  빅텍, 누적 매출 1조 달성… 폴란드 수출 합류, 아시아경제, 2024.05.10